# Veronica Lake

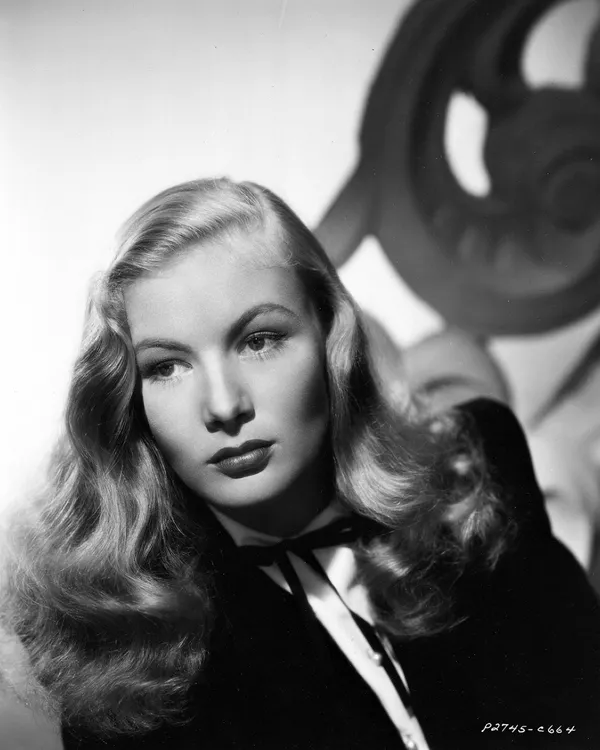
Veronica Lake (1944)

Veronica Lake (* 14. November 1922 in Brooklyn, New York, als Constance Frances Marie Ockelman; † 7. Juli 1973 in Burlington, Vermont) war eine US-amerikanische Schauspielerin. Sie zählte vor allem in der ersten Hälfte der 1940er-Jahre durch eine Reihe von Komödien und Film noirs zu den populärsten Hollywood-Stars.

## Leben und Karriere
Lake wuchs in ärmlichen Verhältnissen auf. Nach der High School zog sie mit ihrer Mutter von Miami nach Beverly Hills. Als 16-Jährige besuchte sie dort eine Schauspielschule. Nach einigen kleinen Rollen im Theater ging sie Ende der 1930er-Jahre zum Film und hatte zunächst Nebenrollen bei Paramount.

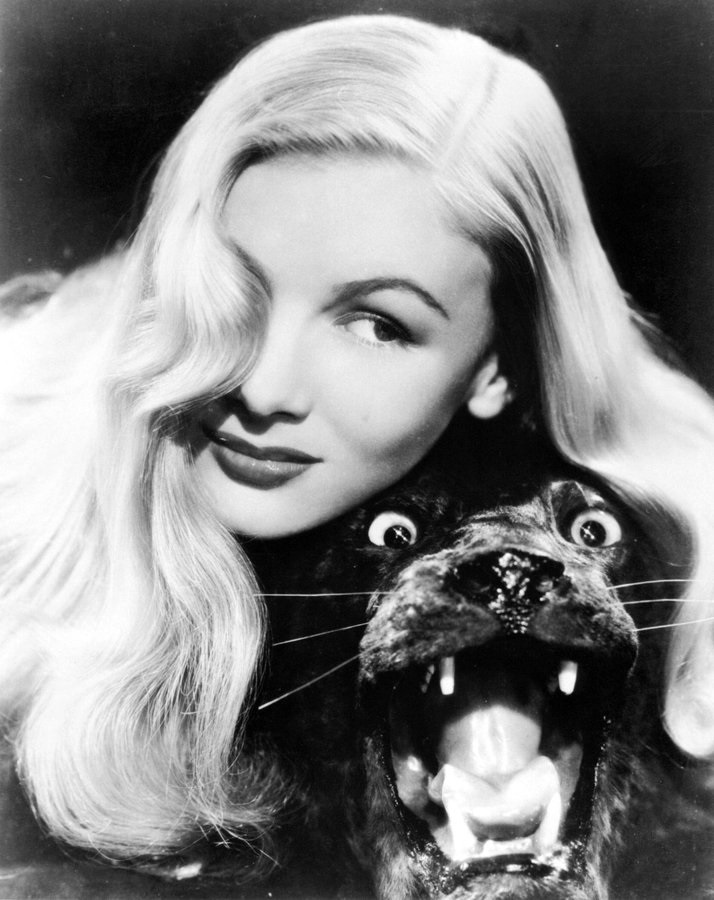
Lake mit ihrer berühmten „Peek-a-boo“-Frisur (1943)

Ihren Durchbruch hatte sie im Jahr 1941 als Nebendarstellerin in I Wanted Wings. Die Kritiker mochten weder den Film noch Lakes Darstellung einer Verführerin, doch das Publikum war vor allem von ihrer Frisur fasziniert: Das lange blonde Haar hing ihr über ein Auge und die Frisur wurde unter der Bezeichnung „peek-a-boo bang“ berühmt. Das Studio übertrug den Namen auf Lake; sie wurde als „Peek-a-boo Girl“ bezeichnet.  Im Studio entwickelte man ein spezielles Öl, das dem Haar auf der Leinwand einen besonderen Glanz verlieh, und Lake war es vertraglich verboten, zu rauchen und sonstige Dinge zu tun, die der Haarpracht hätten schaden können. Lakes Frisur war eine Sensation und wurde millionenfach kopiert. Als es aber in Fabriken zu Unfällen gekommen war, weil Arbeiterinnen mit ihren Haaren in die Produktionsmaschinen gerieten und skalpiert wurden, bat die US-Regierung Lake, eine andere Frisur zu tragen.
Noch im Jahr 1941 gelang Lake an der Seite von Alan Ladd mit Die Narbenhand der endgültige Aufstieg zum Star. Beide drehten noch einige Filme zusammen, wobei die beiden stets darum wetteiferten, ihr Gesicht möglichst wenig zu bewegen und die Mimik auf das absolute Minimum zu beschränken. Lake hatte 1941 eine weitere Rolle in dem Film Sullivans Reisen von Preston Sturges an der Seite von Joel McCrea. Mit Fredric March wirkte sie ein Jahr später in der René-Clair-Komödie Meine Frau, die Hexe in der titelgebenden Rolle mit. Lake trat 1943 in der Propaganda-Revue Star Spangled Rhythm auf, in der sie an der Seite von Dorothy Lamour und Paulette Goddard den Song A Sweater, a Sarong and a Peek-A-Boo sang. Im gleichen Jahr hatte sie eine ihrer besten Rollen in Mutige Frauen neben Claudette Colbert und erneut Paulette Goddard. Das Drama um Krankenschwestern, die in Bataan von den Japanern eingeschlossen werden und ein schreckliches Schicksal erleiden, war eine der ersten Hollywood-Produktionen, die den Alltag weiblicher Armeeangehöriger schilderten. Britische Filme zeigten bereits seit Jahren Frauen in Uniformen.
Nach 1944 stockte Lakes kometenhafter Aufstieg. Eine ihrer letzten bedeutenden Rollen spielte sie nochmals an der Seite von Ladd in Die blaue Dahlie.  Lake wirkte während der ersten Hälfte der 1950er-Jahre noch in einigen Fernsehserien mit und geriet dann in Vergessenheit. In den frühen 1960er-Jahren arbeitete sie als Barkeeperin in einem Hotel. 1966 und 1967 drehte sie noch jeweils einen Film. Ihr letzter Film, der erst 1970 herauskam und bei dem sie auch als Produzentin fungierte, war der Horrorfilm Flesh Feast. Für die Zeichentrickfigur von Roger Rabbits Ehefrau Jessica in Robert Zemeckis’ Film Falsches Spiel mit Roger Rabbit (1988) diente sie als Vorbild.
Sie starb am 7. Juli 1973 im Alter von 50 Jahren an akuter Hepatitis. Ihr Leichnam wurde eingeäschert und vor der Küste Floridas verstreut.

## Privatleben
Veronica Lake hatte einige Affären mit Prominenten, darunter Howard Hughes und Aristoteles Onassis. Viermal war sie verheiratet, u. a. in erster Ehe mit John S. Detlie sowie in zweiter Ehe mit dem Regisseur André De Toth.

## Filmografie
- 1939: Sorority House
- 1939: The Wrong Room
- 1939: Dancing Co-Ed
- 1939: All Women Have Secrets
- 1940: Young as You Feel
- 1940: Forty Little Mothers
- 1941: I Wanted Wings
- 1941: Das goldene Tor (Hold Back the Dawn)
- 1941: Sullivans Reisen (Sullivan’s Travels)
- 1942: Die Narbenhand (This Gun for Hire)
- 1942: Der gläserne Schlüssel (The Glass Key)
- 1942: Meine Frau, die Hexe (I Married a Witch)
- 1942: Star Spangled Rhythm
- 1943: Mutige Frauen (So Proudly We Hail!)
- 1944: The Hour Before the Dawn
- 1945: Bring on the Girls
- 1945: Out of This World
- 1945: Der Dieb und die Blonde (Hold That Blonde)
- 1945: Duffy’s Tavern
- 1946: Miss Susie Slagle’s
- 1946: Die blaue Dahlie (The Blue Dahlia)
- 1947: Mädchen für Hollywood (Variety Girl) (Cameo)
- 1947: Die Farm der Gehetzten (Ramrod)
- 1948: Schmuggler von Saigon (Saigon)
- 1948: The Sainted Sisters
- 1948: Isn’t It Romantic?
- 1949: Sturmflug (Slattery’s Hurricane)
- 1951: Stronghold
- 1966: Der Menschenjäger (Footsteps in the Snow)
- 1970: Flesh Feast